# 弦楽八重奏
弦楽八重奏（げんがくはちじゅうそう）は、通常弦楽四重奏の倍、すなわちヴァイオリン4本、ヴィオラ2本、チェロ2本の編成で演奏される。
ベートーヴェンと同時代のシュポーアが弦楽四重奏団を二つ用いる複弦楽四重奏曲をのこしているが、1825年にメンデルスゾーンが作曲した弦楽八重奏曲によってこの形式に新生面が開かれた。実際の演奏では、既成の弦楽四重奏団が二つ集まって演奏することが多い。

## 主な弦楽八重奏曲
このジャンルでは、メンデルスゾーンの変ホ長調が演奏機会が多く、親しまれている。他にはショスタコーヴィチが比較的知られ、初期の前衛的な作風から演奏機会が増えつつある。
- シュポーア
  - 複弦楽四重奏曲ニ短調 op.65
  - 複弦楽四重奏曲変ホ長調 op.77
  - 複弦楽四重奏曲ホ短調 op.87
  - 複弦楽四重奏曲ト短調 op.136
- メンデルスゾーン
  - 弦楽八重曲変ホ長調 op.20
- ゲーゼ
  - 弦楽八重奏曲ヘ長調 op.17
- エネスク
  - 弦楽八重奏曲ハ長調 op.7
- ブルッフ
  - 弦楽八重奏曲変ロ長調（Vn4、Va2、Vc、Cb）
- グリエール
  - 弦楽八重奏曲ニ長調 op.5
- ショスタコーヴィチ
  - 弦楽八重奏のための二つの小品 op.11
- ミヨー
  - 弦楽四重奏曲14番 op.291-1、15番op.291-2
上記2曲は同時に演奏すると弦楽八重奏曲になるよう書かれている。